# Alergări cu schimbări de direcție
Alergările cu schimbări de direcție, cunoscute și sub denumirea de antrenamente de agilitate, reprezintă o formă de exercițiu fizic care implică mișcări rapide și schimbări frecvente de direcție. Aceste exerciții sunt esențiale pentru sportivi, deoarece îmbunătățesc viteza, coordonarea, echilibrul și capacitatea de a reacționa rapid la schimbările de mediu.

## Istorie și dezvoltare
Antrenamentele de agilitate au fost folosite de sportivi de-a lungul timpului pentru a-și îmbunătăți performanțele în diverse sporturi. În trecut, aceste antrenamente erau mai puțin structurate și mai informale, dar odată cu avansarea înțelegerii biomecanicii și a științei sportului, ele au devenit mai sofisticate și mai eficiente.

## Tehnici și exerciții comune
Există numeroase exerciții specifice care sunt utilizate pentru a îmbunătăți agilitatea și capacitatea de a schimba direcția rapid:
- Scări de agilitate: Acestea sunt folosite pentru a dezvolta coordonarea și viteza picioarelor. Exercițiile implică mișcări rapide în față și în lateral, precum și diverse modele de pași.
- Conuri de agilitate: Dispunerea conurilor într-un anumit model permite sportivilor să exerseze schimbările rapide de direcție și manevrele de evitare.
- Drills de Shuttle Run[necesită citare][1]: Acest exercițiu implică alergarea între două puncte situate la o distanță specifică, cu schimbări rapide de direcție.
- Exerciții de T-Test: Implică alergarea într-un model în formă de T, cu accent pe mișcările laterale și schimbările de direcție.

## Beneficii
Antrenamentele de agilitate oferă multiple beneficii, inclusiv:
- Îmbunătățirea coordonării și echilibrului. Schimbările rapide de direcție ajută la dezvoltarea unei mai bune coordonări între diferitele părți ale corpului și la menținerea echilibrului în timpul mișcării.
- Creșterea vitezei de reacție. Aceste exerciții dezvoltă capacitatea de a reacționa rapid la stimuli externi, esențială pentru sporturi competitive.
- Reducerea Riscului de Accidentări. Prin întărirea mușchilor și articulațiilor, antrenamentele de agilitate pot reduce riscul de entorse și alte accidentări.

## Aplicații în diverse sporturi
Antrenamentele de agilitate sunt folosite într-o varietate de sporturi pentru a îmbunătăți performanțele sportivilor:
- Fotbal: Jucătorii de fotbal trebuie să fie capabili să schimbe rapid direcția pentru a evita adversarii și a controla mingea.
- Baschet: Schimbările rapide de direcție sunt esențiale pentru a depăși apărătorii și pentru a crea oportunități de scor.
- Tenis: Jucătorii de tenis trebuie să se miște rapid pe teren pentru a returna mingea din diferite unghiuri.

## Concluzie
Alergările cu schimbări de direcție sunt o componentă crucială a antrenamentului sportiv modern. Ele contribuie la dezvoltarea unor abilități esențiale pentru performanța atletică și oferă beneficii semnificative pentru sănătate și prevenirea accidentărilor.
1. ↑  „How Shuttle Runs Build Agility, Power, and Endurance” (în engleză). Verywell Fit. Accesat în 18 decembrie 2024.